# Anatomia d'un assassinat
Anatomia d'un assassinat (títol original en anglès Anatomy of a Murder) és una pel·lícula estatunidenca dirigida per Otto Preminger i estrenada l'any 1959.	

## Argument[1]
A Thunder Bay és detingut, sota l'acusació d'assassinat, el tinent Manion (Ben Gazzara). A aquest se'l culpa d'haver assassinat fredament el violador de la seva dona. Laura (Lee Remick), la dona del tinent, aconsegueix que l'advocat Paul Biegler (James Stewart), que té molt prestigi dins dels ambients jurídics, accepti la defensa de l'acusat.

## Comentaris
Una de les pel·lícules de judicis més aclamades de la història del cinema.
Va ser controvertida en el seu dia per fer ús manifest a la pantalla de paraules fins aleshores no escoltades com calces, violació i espermatogènesi, i continua sent una incisiva, amarga, forta
i intel·ligent dissecció del sistema jurídic americà. La pel·lícula és sofisticada per la seva època, com per exemple el sorprenent disseny dels títols o la jazzística banda sonora de Duke Ellington.
Destaquen Stewart i Scott (tots dos nominats a l'Oscar) per la manera d'actuar tal com ho fan els advocats, com si fossin estrelles, assumint personalitats que exageren els seus éssers interiors i sospesant l'efecte que cada rauxa i cada objecció tenen en els pobres tipus d'estrada del jurat.

## Repartiment
- James Stewart: Paul Biegler

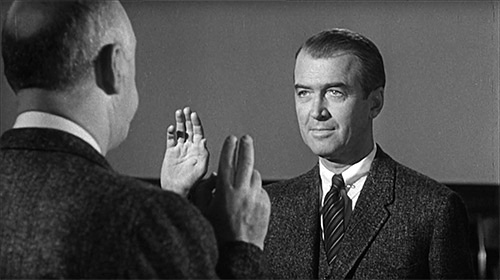
James Stewart al film

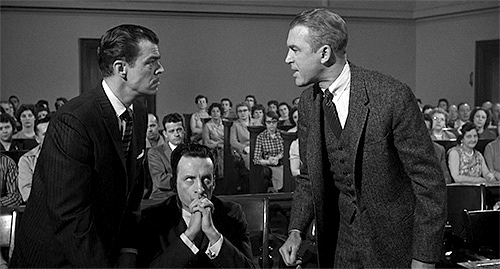
Brooks West, George C. Scott i James Stewart al film

- Arthur O'Connell: Parnell Emmett McCarthy
- Lee Remick: Laura Manion
- Ben Gazzara: Tinent Frederick Manion
- George C. Scott: Claude Dancer, assistent del fiscal
- Eve Arden: Maida Rutledge
- Kathryn Grant: Mary Pilant
- Brooks West: Mitch Lodwick, fiscal
- Joseph N. Welch: Jutge Weaver
- Murray Hamilton: Alphonse Paquette
- Orson Bean: Doctor Matthew Smith
- Russ Brown: George Lemon
- John Qualen: Xèrif Sulo
- Ken Lynch: Inspector James Durgo
- Don Ross: Duane Miller
- Jimmy Conlin: Clarence Madigan
- Duke Ellington: Pie Eye (no surt als crèdits)

## Premis i nominacions

### Premis
- 1959: Copa Volpi per la millor interpretació masculina per James Stewart
- 1959: Grammy al millor àlbum de banda sonora per pel·lícula o televisió per Duke Ellington

### Nominacions
- 1959: Lleó d'Or
- 1960: Oscar a la millor pel·lícula per Otto Preminger[2]
- 1960: Oscar al millor actor per James Stewart[2]
- 1960: Oscar al millor actor secundari per Arthur O'Connell[2]
- 1960: Oscar al millor actor secundari per George C. Scott[2]
- 1960: Oscar al millor guió adaptat per Wendell Mayes[2]
- 1960: Oscar a la millor fotografia per Sam Leavitt[2]
- 1960: Oscar al millor muntatge per Louis R. Loeffler[2]
- 1960: Globus d'Or a la millor pel·lícula dramàtica
- 1960: Globus d'Or al millor director per Otto Preminger
- 1960: Globus d'Or a la millor actriu dramàtica per Lee Remick
- 1960: Globus d'Or al millor actor secundari per Joseph N. Welch
- 1960: BAFTA a la millor pel·lícula
- 1960: BAFTA al millor actor estranger per James Stewart
- 1960: BAFTA a la millor nova promesa per Joseph N. Welch